# غلامعلی لطیفی
غلامعلی لطیفی (زاده ۱۳۱۳ در باکو) کاریکاتوریست ایرانی است. لطیفی از پیشگامان کاریکاتور در ایران، و از سرشناس‌ترین کاریکاتوریست‌های پیش از انقلاب اسلامی ایران است.
در ۱۳۱۳ در شهر باکو به دنیا آمد و در سال ۱۳۱۸ به همراه خانواده به تهران آمد. کارش را با نشریه چهار صفحه‌ای چلنگر که به شکل هفتگی چاپ می‌شد آغاز کرد. بعد از کودتای ۲۸ مرداد در نشریات نقش جهان، فردوسی به شکل منظم و در نشریات دیگر به شکل نامنظم کاریکاتورها و کارتون‌هایش به چاپ رسید. بعد از آن از سال ۱۳۳۶ همکاری اش را با نشریه توفیق شروع و در سال ۱۳۴۳ تمام کرد. کارهای او در داخل و روی جلد توفیق چاپ می‌شد.
لطیفی «مجله کشکیات» را به همراه منوچهر محجوبی بنیان نهاده‌است. او پیش از انقلاب با او سابقهٔ تدریس در خانه کاریکاتور ایران را هم دارد.
- فعالیت‌ها به عنوان کاریکاتوریست با مجلاتی همچون توفیق و کاریکاتور
- کاریکاتورهای کتاب «‌اباذر مزدک»،‌ ۱۳۵۸

## کتابشناسی
- http://www.goodreads.com/author/show/4250481._. پارامتر |عنوان= یا |title= ناموجود یا خالی (کمک)
- https://web.archive.org/web/20150403125157/http://www.ketab.ir/BookList.aspx?Type=Authorid&Code=70301. بایگانی‌شده از اصلی در ۳ آوریل ۲۰۱۵. پارامتر |عنوان= یا |title= ناموجود یا خالی (کمک)